# Ciulfina rentzi
Ciulfina rentzi är en bönsyrseart som beskrevs av Holwell, Ginn och Herberstein 2007. Ciulfina rentzi ingår i släktet Ciulfina och familjen Liturgusidae. Inga underarter finns listade i Catalogue of Life.